# تنبيه حيوي
التنبيه الحيوي (Biostimulation) يشير إلى تهيئة البيئة لتنبيه البكتيريا المتواجدة القادرة على إجراء المعالجة الحيوية.  يمكن إجراء هذا التنبيه من خلال إضافة مادة مغذية متعددة الأشكال ومستقبلات إلكترون للحد من المعدل، مثل فوسفور أو نيتروجين أو أوكسجين أو كربون (في شكل دبس السكر).  عادة ما تُضاف الإضافات تحت سطح المادة من خلال بؤر حقن، على الرغم من أن تقنية بؤر الحقن لأغراض التنبيه الحيوي ما زالت في مراحلها الأولى.  يمكن أيضًا التخلص من المادة الملوثة ولكن هذا الخيار قد يكلف مبالغ طائلة.  ويمكن تعزيز عملية التنبيه الحيوي من خلال عملية الازدياد الحيوي.  ويُطلق على هذه العملية بوجه عام معالجة حيوية وهي طريقة معتمدة من وكالة حماية البيئة الأمريكية-لعكس حالات انسكاب النفط والغاز.
تتمثل السمة الأولى للتنبيه الحيوي في أن المعالجة الحيوية سيتم إجراؤها من خلال ميكروبات فطرية موجودة بالفعل ومناسبة للبيئة التحت سطحية، وتكون موزعة بشكل متساو تحت السطح.  بينما تكمن السلبية الأساسية في أن توصيل الإضافات بطريقة تسمح بتوفرها بشكل سهل للبكتيريا الموجودة تحت السطح يعتمد على التكوين الطبيعي لمنطقة ما تحت السطح.  إن الحصيات المحكمة والكتيمة في منطقة ما تحت السطح (صلصال محكم أو أي مادة محكمة النسج) تجعل من الصعوبة بمكان توزيع الإضافات عبر كافة أنحاء المنطقة المتأثرة.  وتؤدي مناطق الانكسارات في منطقة ما تحت السطح إلى تكوين ممرات تفضيلية في تلك المنطقة التي تسير فيها الإضافات، مما يؤدي إلى الحد من التوزيع المتساوي للإضافات.
وقد تم مؤخرًا طرح عدد من المنتجات التي تسمح باستخدام عملية إعادة المعالجة بشكل مبسط باستخدام وسائل التنبيه الحيوي.  قد تؤدي هذه الوسائل إلى تقييد حركة البكتيريا الفطرية باستخدام التنبيه الحيوي من خلال تكوين بيئة ملائمة للبكتيريا التي تلتهم المواد الهيدروكربوينة أو أن هذه الوسائل قد تدخل البكتيريا الغريبة إلى البيئة كتطبيق مباشر للمواد الهيدروكربونية.  وعلى الرغم من عدم التوصل إلى حكم نهائي بشأن الطريقة المثلى والأكثر تأثيرًا من الأخرى، فإن الاعتبارات المبدئية ترجح أن إدخال بكتيريا غريبة على أي بيئة تجعل الفرصة سانحة لتحويل العضويات الموجودة بالفعل ويؤدي أيضًا إلى التأثير على التنوع الحيوي.
وتعد الدراسات الخاصة بتحديد خصائص المناطق الجوفية (مثل سرعة الماء الجوفي الطبيعية في الظروف البيئية المحيطة وخاصية التوصيل الهيدروليكي للمناطق الجوفية والتكوين الصخري للمناطق الجوفية) تعد مهمة للغاية في إنشاء منظومة تنبيه حيوي ناجحة.  علاوة على ذلك، يجب إجراء دراسة رائدة حول الإمكانات المراقبة لنظام التنبيه الحيوي قبل تصميمها وتطبيقها بشكل كامل.
على الرغم من ذلك، فقد تُستخدم بعض عوامل التنبيه الحيوي في أسطح عشوائية مثل المياه المفتوحة والرمال طالما أنها [أليف للزيت]، مما يعني أنها ترتبط بالمواد الهيدروكربونية على وجه الحصر وتتميز في الأساس بأنها تترسب في الأساس في  عمود الماء، وترتبط بالزيت حيث يمكن أن تطفو ثانية على سطح الماء مما يعرض المواد الهيدروكربونية إلى كميات كبيرة من شعاع الشمس والأوكسجين وهو المناخ الذي يسمح بالتنشيط الهوائي للبكتيريا.  تتميز رابطة المواد المحفزة الحيوية المخصصة للمستهلكين بهذه الخاصية التي لا تمتلكها مواد أخرى.
وفي ظل طرح تقنيات الليزر العلاجية، يشير التنبيه الحيوي أيضًا إلى تطبيق طاقة الفوتون على الأغشية المصابة، وذلك لإحداث تأثير تنبيهي وتجديدي على المستوى الجزيئي.